# Видлар, Роберт
Ро́берт Джон Ви́длар (Уа́йдлер, 1937—1991) — американский инженер в области электроники, основоположник схемотехники аналоговых интегральных схем. Видлар выполнил свои важнейшие работы в 1964—1970 годах в союзе с технологом Дэвидом Тэлбертом. Видлар разработал, а Тэлберт довёл до серийного выпуска первый интегральный операционный усилитель (ОУ) μA702 (1964), первый массовый интегральный ОУ μA709 (1965), первый ОУ второго поколения LM101 (1967), первый интегральный стабилизатор напряжения LM100 (1966) и первый трёхвыводной стабилизатор LM109 (1970). Они первыми применили в аналоговых схемах пинч-резисторы, полевые транзисторы, многоколлекторные и супер-бета биполярные транзисторы. Видлар — изобретатель названных его именем источника стабильного тока (1964), источника образцового напряжения (1969) и выходного каскада усиления (1977). Все современные схемы интегральных источников опорных токов и напряжений опираются на разработки Видлара 1960-х годов.
В тридцать три года Видлар неожиданно покинул профессиональное сообщество Кремниевой долины и навсегда переселился в Мексику. Непредсказуемый характер, алкоголизм, богемный образ жизни и отшельничество Видлара сделали его, ещё при жизни, персонажем легенд и анекдотов, которые во многом подтверждаются свидетельствами очевидцев.

## Происхождение. Образование

Фотография из школьного альбома, 1954 год.

Боб (Роберт Джон) Видлар родился и вырос в Кливленде в благополучной многодетной семье с немецкими и чешскими корнями. Его мать, Мэри Витуc (англ. Mary Vithous), была дочерью эмигрантов-чехов. Его отец, радиоинженер Уолтер Видлар (англ. Walter J. Widlar), принадлежал к влиятельному в Кливленде немецкому роду, основатели которого осели в Огайо в конце XVIII века. Немецкая фамилия Видлар в Америке превратилась в Уайдлер, но в русской технической литературе используется транскрипция с немецкого.
В зрелые годы Видлар никогда не говорил о своём детстве и юности, но отдельные их эпизоды сохранились в местных газетах и архивах. Его отец, одарённый и предприимчивый самоучка, регулярно публиковался в профессиональной и местной прессе и заслужил репутацию эксперта по частотной модуляции. В 1942 году Комитет по стратегическим разработкам Ванневара Буша мобилизовал Видлара-старшего на разработку частотно-модулированных радиопередатчиков для гидроакустических буёв. К пятнадцати годам сын, следуя по стопам отца, освоил основы радиотехники и научился ремонтировать телевизоры.
В 1953 году сорокапятилетний Видлар-старший, никогда не отличавшийся крепким здоровьем, умер от обширного инфаркта. Бобу пришлось зарабатывать на жизнь самому — сначала уборкой, а затем ремонтом радиоаппаратуры. Он закончил иезуитскую школу св. Игнатия в Кливленде, проработал год техником на фирме, где десять лет работал его отец, а в 1958 году поступил добровольцем в военно-воздушные силы США и отслужил два полных года инструктором по радиоэлектронному оборудованию на базе в Колорадо. В ноябре 1960 года учебное управление ВВС издало тиражом в 100 экземпляров его первую книгу — учебное пособие по полупроводниковым приборам.
Ещё во время службы, в начале 1959 года Видлар сумел поступить в Университет Колорадо в Боулдере. В 1961 году он уволился из ВВС и устроился инженером в приборостроительную компанию Ball Brothers Research Corporation. Работая над приборами управления орбитальной станции NASA, Видлар столкнулся с проблемой радиационной стойкости транзисторов. Единственный транзистор с сертифицированной радиационной стойкостью производила компания Amelco, поэтому Видлару довелось встретиться с её руководителями, а в прошлом — основателями Fairchild Semiconductor Жаном Эрни и Шелдоном Робертсом. Видлар понял, что главные события в электронике происходят не в приборостроении, а на полупроводниковых производствах, и к началу 1963 года твёрдо решил перейти на работу в ведущую компанию отрасли, Fairchild Semiconductor. В самой Fairchild также нашлись руководители, заинтересованные в Видларе — настолько, что компания пошла на нарушение профессиональной этики и переманила сотрудника у своего клиента.
Свидетели переговоров Видлара в Fairchild в августе 1963 года по-разному описывают события, но во всех историях повторяется тема алкоголя. В одной истории Видлар перепил коммивояжёра Fairchild, будущего основателя AMD Джерри Сандерса и умыкнул у него образцы новейших транзисторов; впоследствии именно Сандерс рекомендовал Видлара менеджерам компании. В другой, Видлар явился на интервью в Fairchild в нетрезвом состоянии, якобы «для храбрости», и заявил ведущему разработчику интегральных схем Хайнцу Рюегу, что «всё, что вы тут делаете — дерьмо». Рюэг отказался нанимать Видлара и «передал» его производственнику Джону Юму, который и принял окончательное решение. В третьей, когда Видлар не согласился с уровнем предложенной зарплаты, он спросил у менеджера по персоналу: «Где тут ближайший кабак?» и немедленно ушёл туда «обдумывать предложение». Несмотря на тревожные сигналы о вероятном алкоголизме кандидата, Fairchild наняла Видлара, но не в дирекцию по новым разработкам, а в дирекцию по перспективному применению этих разработок — службу, связывавшую конструкторов с производством.
Наставником Видлара на Fairchild стал инженер-технолог Дэвид Тэлберт, занимавшийся доводкой новой производственной линии на заводе в Маунтин-Вью. От природы замкнутый, немногословный Тэлберт был несколькими годами старше Видлара и за полтора года работы на Fairchild превратился из недавнего выпускника университета в жёсткого, своевольного, нетерпимого к некомпетентности руководителя. Тэлберт работал в узком кругу единомышленников, в который, кроме Видлара, в 1963—1965 годах входили менеджеры по сбыту Джек Гиффорд и Флойд Квамме, а также инженеры Минео Яматаки и Долорес Браш (жена Тэлберта). Прочие сотрудники Fairchild, включая самых высокопоставленных, считались на «фирме Тэлберта» чужаками. Видлар и Тэлберт не просто сработались, но стали творческим союзом, движущей силой «аналоговой революции» 1960-х.

## Работы 1964—1970 годов

### Аналоговая схемотехника до Видлара
Первые серийные микросхемы Fairchild вышли на рынок летом 1962 года. Главный разработчик компании Гордон Мур сделал ставку на логические схемы, так как полагал, что только они могут быть произведены с приемлемой стоимостью и надёжностью. Аналоговые схемы были более чувствительны к отклонениям в технологии, поэтому выход годных аналоговых схем был недопустимо низким. Три аналоговые микросхемы, выпущенные Fairchild в 1963 году для военных заказчиков, составляли ничтожно малую долю в производственной программе компании.
Эти усилители были спроектированы так, как проектировались схемы на дискретных компонентах. В «обычной» электронике активные приборы (транзисторы и лампы) были дороги, а пассивные (резисторы, конденсаторы, небольшие индуктивности) — дёшевы, причём цена резистора практически не зависела от величины его сопротивления. Планарный процесс ограничил выбор схемотехников до биполярных транзисторов npn-типа, диодов, и резисторов средних номиналов (сотни или тысячи Ом). Стоимость такого резистора, производная от занимаемой им площади, была сопоставима со стоимостью базового транзистора. За пределами этого диапазона площадь и стоимость резистора резко возрастали, резистор в 150 кОм считался нереализуемым, так как занимал большую часть типового кристалла микросхемы. Вместе с площадью резистора росла и его паразитная ёмкость, ограничивавшая частотный диапазон схемы. Паразитные ёмкости и токи утечки транзисторов были также неприемлемо велики. Создание емкостей свыше нескольких десятков пикофарад и любых индуктивностей было и вовсе невозможно. . При этом традиционная схемотехника никак не использовала уникальные свойства интегральных транзисторов — идентичность условий их работы (температура и связанные с ней параметры) и идентичность профилей легирования всех приборов на кристалле. Узлы электронных схем, использующие эти свойства, только предстояло изобрести. Проектирование «по старинке» в таких условиях было обречено на неуспех: аналоговые микросхемы «нулевого поколения» проигрывали схемам на дискретных компонентах и в надёжности, и в частотном диапазоне, и в потребляемой мощности, при цене от сотен до 20 тысяч долларов за штуку.
Видлар не одобрял стратегию Мура и увлечение цифровой техникой вообще: «каждый идиот способен считать до одного». Он сосредоточился на создании новой схемотехники, полностью использующей преимущества планарной технологии: «Даже не пытайтесь имитировать дискретные компоненты в кремнии». Со временем эта «теорема Видлара» трансформировалась в основное правило аналоговой схемотехники: «Везде, где это возможно — заменять пассивные компоненты на транзисторы». Но одного владения искусством схемотехники было мало: чтобы найти работоспособные решения, Видлару требовался доступ на опытное производство. Нужно было отладить на практике производство «высоковольтных» эпитаксиальных транзисторов, боковых транзисторов и других компонентов, не существовавших в виде дискретных приборов. Именно Тэлберт, полностью разделявший идеи Видлара, и предоставил ему эту возможность. С молчаливого одобрения Джона Юма цех в Маунтин-Вью зажил двойной жизнью: днём он выпускал серийные логические микросхемы, а ночью Тэлберт колдовал над заказами Видлара. Обычный цикл производства партии микросхем занимал тогда до шести недель, а опытные схемы Видлара изготавливались за две недели. Путём проб и ошибок, в тайне от руководства компании, весной 1964 года Видлар и Тэлберт вплотную подошли к созданию полноценного интегрального операционного усилителя.

### Операционные усилители первого поколения (1964—1965)
| Эволюция операционных усилителей Видлара первого поколения                                                                | Эволюция операционных усилителей Видлара первого поколения                          | Эволюция операционных усилителей Видлара первого поколения                         |
| --- | ----------------------------------------------------------------------------------- | ---------------------------------------------------------------------------------- |
| |                                                                                     |                                                                                    |
| Начало 1964. Дискретный прототип Цветом обозначены компоненты, которые было нецелесообразно реализовывать на кристалле ИС | Октябрь 1964. Серийный μA702 Цветом обозначены оригинальные схемные решения Видлара | Ноябрь 1965. Серийный μA709 Цветом обозначены оригинальные схемные решения Видлара |

Видлар взял за основу схему транзисторного ОУ с тремя каскадами усиления напряжения и заменил высокоомный эмиттерный резистор входного каскада на токовое зеркало, а ёмкости частотной коррекции — на единственную внешнюю ёмкость. Он разработал и отладил на опытных кристаллах схему сопряжения входного дифференциального каскада с однотактным вторым каскадом без потери усиления и схему сдвига уровней на транзисторах одного типа проводимости. В мае 1964 года опытный образец, изготовленный Тэлбертом, продемонстрировал рекордную для своего времени полосу пропускания в 25-30 МГц. Схема, впервые в мире, использовала только кремниевые диффузионные резисторы и транзисторы — от использования ненадёжных плёночных резисторов Видлар отказался.
Квамме не удержался и доложил об успехе руководителям Fairchild. Роберт Нойс сразу понял, что неизвестный ему «инженер с завода» нашёл золотую жилу, сопоставимую с изобретением планарной технологии. Он неожиданно приехал на завод в Маунтин-Вью, ознакомился с ситуацией и принял решение немедленно запустить новую схему в производство. Видлар возмутился и открыто обвинил гостя в некомпетентности: сырой прототип был не готов к серийному выпуску, а дирекция по сбыту — к продажам аналоговых схем. Нойс «не заметил» оскорблений, Видлар остался на своём месте, Джек Гиффорд стал ответственным за маркетинг аналоговых схем и по совместительству «опекуном» Видлара, а Fairchild объявила о начале продаж первого в мире интегрального операционного усилителя, получившего обозначение μA702. Первая партия μA702 была отгружена заказчикам в октябре 1964 года по 50 долларов за штуку. Спрос настолько опережал возможности производства, что цена конечного потребителя поднималась до 300 долларов.
В первой половине 1965 года Видлар и Тэлберт переработали схему усилителя и внесли в неё схемотехнические и технологические решения, ставшие классикой схемотехники: усовершенствованный источник тока Видлара, двухтактный выходной каскад и боковые pnp-транзисторы. Менеджмент Fairchild не согласился с последним решением Видлара, считая, что боковые транзисторы слишком нестабильны, чтобы полагаться на них в серийном изделии. В ответ Видлар заперся в лаборатории на 170 часов. За это время он не только разработал, но и проверил опытом новейшую конфигурацию стабильного бокового транзистора.
Выпуску μA709, второго ОУ Видлара, предшествовало первое в его жизни «дорожное шоу». Ажиотаж вокруг выпуска μA709, преподавательский и ораторский талант сделали Видлара знаменитостью в профессиональной среде. Будущее аналоговых схем оставалось неясным, и только двое, Видлар и Хун-Чан-Лин, безоговорочно выступали за их развитие. Видлар был по-своему прав, считая продажу аналоговых схем особым искусством: мало было выпустить продукт, надо было составить и опубликовать руководства по его применению и донести их до коллег — инженеров, учёных и заказчиков. Он не только докладывал о своих достижениях, но и одним из первых публично сформулировал первоочередные задачи интегральной схемотехники: поиск способов компенсации температурного дрейфа, технологического разброса компонентов, и создание стабильных источников напряжений и токов.
Если μA702 был первым интегральным ОУ, то μA709A стал первым массовым ОУ, «типовым видом» первого поколения аналоговых микросхем. Несмотря на «детские болезни» μA709, устранение которых заняло полгода и завершилось переходом на усовершенствованный μA709A, продажи были исключительно успешны. Bendix Corporation выкупила всю продукцию завода в Маунтин-Вью на два года вперёд, спрос в десять раз превысил предложение. Уже к концу 1965 года продажи аналоговых схем составили 40 % выручки Fairchild, компенсируя отставание компании на рынке логических схем. μA709 стал стандартным ОУ ВПК США, а затем, по мере снижения цены, завоевал и гражданский рынок.
За μA709 последовали разработанные Видларом скоростные компараторы μA710 и μA711 и прецизионная транзисторная двойка μA726. Fairchild не продавала лицензии на изобретения Видлара, но и не препятствовала их копированию конкурентами, и к 1967 году выпуск клонов μA709 освоили Motorola, Texas Instruments, Philco, ITT и Westinghouse. В 1970 году выпуск всех версий 709 оценивался от 20 до 30 миллионов штук в год. Так, по словам топ-менеджера Fairchild Дона Валентайна, сложилась ситуация, когда Видлар и Тэлберт «стояли за более чем 80 % аналоговых схем, продававшихся в мире. Один их разрабатывал, другой — делал».

### Переход на National Semiconductor (1965—1966)
Люди, знавшие Видлара в молодости, неоднократно отмечали его стремление быстро разбогатеть. Жизнь на зарплату инженера мало привлекала его, при этом у него не было ни предпринимательской жилки, ни желания делать карьеру. В 1964—1965 годах зарплаты Видлара и Тэлберта существенно выросли, но рассчитывать на долю прибыли, которую Fairchild заработала на их идеях, они не могли. Осенью 1965 года они начали переговоры с National Semiconductor, и в декабре 1965 года объявили о своём уходе из Fairchild. На вопрос «что может удержать тебя на Fairchild?» Видлар ответил Юму: «Миллион чистыми … к тридцати годам мне нужен миллион». National оправдал его ожидания: пакет акций National, который Видлар получил авансом, в 1965 году оценивался в сто тысяч долларов, а два года спустя поднялся в цене до миллиона.
Видлар и Тэлберт возглавили опытное производство National в Санта-Кларе и вновь окружили свою работу завесой секретности. Вслед за Видларом и Тэлбертом в компанию перешла и вся их команда. Схемотехник Боб Добкин, принятый в неё в 1969 году, вспоминал, что «Видлар знал всё, он знал, что знает всё, а все остальные — не знали ничего». Несмотря на убыточность производства в Санта-Кларе, руководство National решило развивать именно его, а основное производство в Коннектикуте — свернуть. В ноябре 1966 года убыточная компания стала целью дружественного поглощения со стороны группы выходцев из Fairchild во главе с Чарльзом Спорком. Спорк обратился к хорошо знакомым ему Видлару и Тэлберту. По утверждению историка Fairchild Чарльза Лекуера, именно Видлар и рекомендовал Спорку начать поглощение. Тэлберт свёл Спорка с руководством National, и 1 марта 1967 года компания перешла под контроль новых управляющих. Спорк возглавил компанию, а Видлар и Квамме — разработку аналоговых и логических микросхем. Квамме, пришедший вместе со Спорком, впоследствии вспоминал, что оставил Fairchild только ради того, чтобы работать с Видларом. Видлар, не без оснований считавший себя звездой компании, завёл себе визитку с надписью «Роберт Дж. Видлар. Член истеблишмента. National Semiconductor Corporation».

### Операционные усилители второго поколения (1966—1970)
В 1967 году Видлар разработал операционный усилитель LM101 — первый ОУ второго поколения. Его структурная схема стала основой для всех последующих универсальных ОУ. Активные нагрузки обеспечили LM101 бо́льшие, чем у предшественников, коэффициенты усиления каждого каскада, а входные эмиттерные повторители, нагруженные на дифференциальный каскад на pnp-транзисторах — широкий диапазон допустимых входных напряжений и малые токи смещения. Коэффициент усиления по постоянному току достиг 500,000 против 50,000-100,000 у усилителей первого поколения. Входной каскад был защищён от высоких напряжений, выходной каскад имел полноценную защиту от короткого замыкания. Главное же отличие от предшественников заключалось в использовании двух, а не трёх, каскадов усиления напряжения (именно двухкаскадная схема и стала «родовым признаком» второго поколения ОУ). Как следствие, LM101 был гарантированно устойчив при использовании единственной внешней корректирующей ёмкости всего в 30 пФ. Видлар совершил стратегическую ошибку, не попытавшись «упаковать» эту ёмкость на кристалл ОУ. Год спустя пробел восполнили конкуренты из Fairchild, выпустив μA741 — клон LM101 c внутренней частотной коррекцией. Именно эта микросхема и завоевала рынок универсальных ОУ, оттеснив LM101 на обочину. Рынок предпочёл простоту использования μA741 гибкости и настраиваемости видларовских схем.
В 1968—1969 годах Видлар и Тэлберт изобрели и отладили в производстве новые активные приборы — «супер-бета-транзисторы» (биполярные npn-транзисторы со сверхтонким слоем базы и коэффициентом усиления свыше тысячи), многоколлекторный биполярный транзистор и эпитаксиальный полевой транзистор (epiFET). В феврале 1969 вышел разработанный Видларом при участии Квамме LM108 — первый операционный усилитель на супер-бета-транзисторах. В декабре 1969 года National выпустила новый ОУ Видлара и Добкина, LM101A — функциональный эквивалент LM101 на новой элементной базе, а в 1970 году вышла его версия со встроенной корректирующей ёмкостью — LM107. Новый, шестимасочный технологический процесс Тэлберта позволил впервые реализовать на одном кристалле и пинч-резисторы, и полевые транзисторы, и супер-бета-транзисторы, и боковые pnp-транзисторы с коэффициентом усиления по току свыше 100. Количество транзисторов, «обслуживающих» источники тока LM101A, было уменьшено за счёт использования многоколлекторных pnp-транзисторов. Входное сопротивление ОУ, не использовавшего на входе составные транзисторы, впервые превысило рубеж в 1 МОм.

### Интегральные стабилизаторы напряжения (1966—1970)
| Стабилизаторы напряжения Видлара | Стабилизаторы напряжения Видлара | Стабилизаторы напряжения Видлара          |
| -------------------------------- | -------------------------------- | ----------------------------------------- |
|                                  |                                  |                                           |
| Бандгап Видлара                  | LM100 с типичным обвесом         | LM 109 — первый трёхвыводной стабилизатор |

В 1966 году National Semiconductor выпустила разработанный Видларом LM100 — первый в истории интегральный стабилизатор напряжения. LM100 позволяла стабилизировать напряжения от 2 до 30 В c совокупной ошибкой в военном диапазоне температур (от −55 до +125 °C) не более 1 %. Источником опорного напряжения выступал стабилитрон на 6.3 В, регулирующим элементом — относительно маломощный составной транзистор, поэтому на практике LM100 использовался не как законченный стабилизатор, а как схема управления внешним силовым транзистором. Спрос превзошёл самые оптимистичные ожидания.
Заказчики требовали сделать следующий шаг и объединить схему управления и силовой транзистор на одном кристалле, упаковав полноценный стабилизатор в корпус с тремя выводами: вход, выход и общий. Осенью 1967 года Видлар заявил, что компромисс нецелесообразен: слишком уж различаются условия работы прецизионных и мощных устройств. В последний раз он высказал это мнение в печати в июне 1969 года, а в феврале 1970 года неожиданно выступил с противоположным заявлением: размещение силового транзистора и схемы управления на одном кристалле не только допустимо, но и желательно, так как существенно упрощает схему защиты от перегрева. Более того, такой стабилизатор уже был реализован в кремнии и готов к серийному выпуску.
Производство LM109, первого в мире интегрального трёхвыводного стабилизатора на напряжение +5 В, прямого предшественника более знаменитого (и менее точного) μA7805, началось в первой половине 1970 года. Новая микросхема отличалась от LM100 не только предельными значениями тока и мощности и удобством применения, но и тем, что источником опорного напряжения в нём служил не стабилитрон, а так называемый бандгап Видлара — транзисторный источник опорного напряжения, примерно равного ширине запрещённой зоны кремния (около 1,2 В). Принцип действия бандгапа сформулировал ещё в 1964 году Дэвид Хилбибер, но первую практическую схему, работающую на этом принципе, спроектировал именно Видлар. Первой микросхемой со встроенным бандгапом и стала LM109, а в 1971 году за ним последовала LM113 — двухвыводной «прецизионный диод» (англ. reference diode) на бандгапе Видлара. Замена «высоковольтного» (около 6 В) стабилитрона на низковольтный (1,2 В) бандгап сделала возможным создание экономичных стабилизаторов на низкие выходные напряжения (3,3 B, 2,5 B и ниже) и усилителей с низковольтным питанием (от 1,1 В), однако в 1969 году эта ниша ещё не была востребована промышленностью. Первой областью массового применения бандгапов, помимо ИС стабилизаторов напряжения, стали ранние интегральные аналого-цифровые и цифро-аналоговые преобразователи.

### Методы работы

Фрагмент из рабочих тетрадей Видлара 1970-х годов. Чистовик решения уравнения непрерывности для высоковольтных силовых транзисторов

Видлара называли гением не только журналисты, но и работавшие рядом с ним инженеры и менеджеры. Добкин сказал в 2006 году о событиях конца 1960-х: «Боб — один из немногих, кого я считал гением. А ещё он был параноиком, с ним было крайне трудно ужиться, и он непрерывно пил». За видимыми публике «гениальными озарениями» и пьяными выходками скрывалось владение всеми сторонами инженерной профессии, научный кругозор и исключительная работоспособность. Спорк вспоминал, что «он мог работать над микросхемой три, четыре месяца, день и ночь, до полной готовности, и только после этого уходил в запой» . Томас Ли писал, что «Видлар был способен полностью погружаться в работу. Он мог непрерывно работать до такой степени усталости, что для него было отдыхом сесть в машину, доехать до аэропорта и взять билет на ближайший рейс куда бы то ни было».. Легенда о том, что в периоды нервного напряжения Видлар брал топор, уезжал за город, в лес, и часами рубил деревья, скорее всего, недостоверна.
Видлар пришёл в электронику задолго до распространения средств компьютерного моделирования электронных схем и до конца жизни отказывался использовать их. Он блестяще владел традиционными навыками математического анализа, численных расчётов и «бумажного» моделирования — не только электронных схем, но и физических процессов в полупроводниках. Он мог по нескольку часов, без перерыва, заниматься вычислениями, а затем без единой помарки изложить результаты на бумаге. Бо Лоек сравнил записи в рабочих тетрадях Видлара со столь же ясными и точными записями Уильяма Шокли: «его [Видлара] рабочие тетради подобны произведениям искусства: опрятные, хорошо организованные, с искрой инженерного гения».
За аналитической проработкой следовал эксперимент. Вначале Видлар моделировал электрические цепи с помощью «мексиканского компьютера» — аппликаций из особой токопроводящей бумаги, затем на макетных платах и макетных кристаллах. Если прототип отказывался работать так, как ожидалось, то Видлар видларизировал его молотком или обухом топора: «он молча, методически дробил его до тех пор, пока осколки не превращались в пыль. А затем он возвращался к работе и находил верный ответ». Топор висел в его кабинете на видном месте и по совместительству служил антистеплером: Видлар отрубал им сшитые уголки бумаг. Вероятно, таких бумаг было очень много: Видлар делал копии всего, что ему довелось прочитать.
Видлар не допускал в лабораторию посторонних и не переносил шум. Телефонные звонки, объявления по сети громкой связи и просто громкие разговоры были для него нетерпимы. С телефонами Видлар справился, заменив электромеханические звонки на сигнальные лампочки. Динамик громкой связи он уничтожил двумя светошумовыми гранатами. Он повесил в лаборатории сирену, плавно включавшуюся, если уровень шума превосходил допустимый порог. Больше всех от этого изобретения пострадала секретарь Видлара: каждый удар по клавишам пишущей машинки сопровождался непонятными взвизгами из динамика. Видлару пришлось отключить сирену, и с тех пор, когда в помещении становилось слишком шумно, он просто уходил обедать. Джим Уильямс вспоминал, что однажды, уже в 1980-е годы, эксперимент закончился неудачей из-за электромагнитных помех, наведённых оборудованием аэропорта Сан-Хосе. Видлар дозвонился до аэропорта и «очень строго» (англ. very coolly) потребовал отключить всё радиооборудование на полчаса. Уильямс всерьёз опасался, что за Видларом придут из ФБР, но всё обошлось.
Видлар стремился держать под контролем весь цикл разработки продукта, включая продажи. Он не только разрабатывал схемы перспективных применений своих микросхем, но и сам писал всю техническую документацию — от справочных листков до детальных руководств по применению. Перфекционизм Видлара имел практическую сторону: грамотная, исчерпывающая документация облегчала жизнь не только заказчикам, но и самим разработчикам. Видлар называл такой подход «минимизацией будущих телефонных звонков». Но, несмотря на это, коллеги не только звонили, но и писали Видлару множество писем с вопросами. Точные и скорые ответы Видлара породили в профессиональной среде мнение о том, что он сам писал ответы каждому адресату. В действительности письма Видлара состояли из типовых абзацев, перепечатанных из составленного им конспекта. Получив письмо с вопросом (а вопросы неизбежно повторялись), Видлар лишь указывал секретарю абзацы конспекта, которые следовало перепечатать, а затем подписывал готовый ответ.
Лоек и Добкин отмечали, что, подобно Шокли, Видлар ревностно и критически относился к достижениям своих подчинённых. Так же, как и Шокли, Видлар беспокоился, что подчинённые «опять сделают не то, что надо» и, бывало, диктовал им не только постановку задачи, но и её ожидаемое решение. По мнению Добкина, Видлар был уверен, что его подчинённые не способны что-либо изобрести, — но был способен и признать свою неправоту.

## Алкоголизм и отшельничество
Благодаря работам Видлара и Квамме, отвечавшего в компании за развитие МОП-технологий, National Semiconductor выдвинулась на второе место в мире в каждой категории интегральных схем. Видлар и Квамме не только разрабатывали микросхемы и внедряли их в производство, но и вместе колесили по миру, выступая на многочисленных конференциях и семинарах. Квамме вспоминал в 2011 году, что «Видлар был Стивом Джобсом начала 1970-х годов. Все хотели услышать от него, как следует проектировать…». Оборотной стороной славы стал усилившийся в 1968—1970 годах алкоголизм. В 1964—1965 годах Джек Гиффорд, насколько это было возможно, опекал Видлара, но после ухода из Fairchild Видлара уже никто не мог сдержать. Он проводил ночи в барах, напиваясь до полубессознательного состояния. Он приставал к собутыльникам, «предлагал выйти», но переоценивал свои способности: одна такая ночная разборка с Майклом Скоттом (будущим президентом Apple) окончилась нокаутом Видлара. К концу десятилетия Видлар пил непрерывно, а свидетелями его пьянства стали тысячи человек. Спорк, как мог, покрывал выходки Видлара и даже вызволял его из-под ареста. Спорк вспоминал в 2002 году:

Он слишком много пил, а я вынужденно терпел это. У меня не было выбора: этот парень, некоторое время, и был National Semiconductor. Однажды на семинаре в Париже мы собрали около 1200 инженеров из Франции и Бельгии … мы сделали ошибку, открыв доступ к бару в обеденный перерыв — во Франции было так принято. И вот он начал пить джин, неразбавленный, большими стаканами, и я понял — быть беде. После обеда он вернулся в зал с полным стаканом джина … я добрался до Питера Спрага [второго человека в иерархии компании], который сидел рядом с Видларом, и сказал ему: «Питер, избавься от этого джина прежде чем Видлар упадёт под стол». Бедный Питер пожертвовал собой и выпил всё до дна. В начале своего выступления Видлар привычно потянулся к стакану, но тот был пуст. Видлар закричал, что он не произнесёт и слова, пока ему не нальют стакан. Выбора не было, пришлось налить ему полный стакан, и он продолжил. Он еле стоял на ногах, но что интересно — даже в таком состоянии он очаровывал слушателя … А потом я повёз его в гостиницу на метро. Он стоял, шатаясь, у самого края платформы, а я стоял сзади, готовый схватить его … Упади он тогда на рельсы, компания бы умерла вместе с ним.

12 декабря 1970 года. Видлар выпускает овцу подстригать газон. Позади, на газоне — белый «Мерседес 280 SL» Видлара. Фото из собрания Джима Уильямса

К декабрю 1970 года Видлар принял решение уйти из National Semiconductor. 12 декабря он преподнёс компании «последний подарок». В это время из-за жёстких мер экономии компания отказалась от стрижки газонов перед главным зданием. Видлар, недовольный видом заросшей поляны, на которой он привык парковать свой белый двухместный «мерседес», «занял» у знакомого фермера овцу (в изложении Боба Пиза — купил её за шестьдесят долларов) и выпустил её «подстригать газон» National Semiconductor, а заодно пригласил репортёра из San Jose News. История попала в газету с комментарием Видлара: «да, овца оставила без работы множество садовников … но она не только стрижёт, она ещё и удобряет!». Менеджмент компании не оценил инициативу, и однажды ночью овцу «таинственно похитили». Со временем история овцы Видлара обросла мифическими подробностями. По одной версии, Видлар сам увёз овцу в ближайший бар и то ли просто оставил её там, то ли разыграл её на дружеском аукционе. По другой версии, овца была козой или даже козлом. Пиз возмущённо отметил, что «это абсурд. Видлар не мог так поступить. Он привёз именно овцу … на заднем сидении своего „мерседеса“!».
Утром 21 декабря 1970 года Видлар и Тэлберт одновременно подали заявления об увольнении. Причины или поводы к их уходу остались тайной. Возможно, толчком послужило публичное размещение акций National на нью-йоркской бирже. Спорк, Видлар и Тэлберт выгодно продали свои взлетевшие в цене акции, но Спорк остался у руля компании, а Видлар и Тэлберт ушли «в никуда». Видлар сказал лишь, что «мы будем присматриваться … насколько быстро мы вернёмся в строй — зависит от того, насколько интересные предложения будут поступать». «Возвращение в строй» заняло у Видлара несколько лет. Получив на руки миллион долларов, он уехал в Мексику и обосновался в Пуэрто-Вальярта. В тридцать три года Видлар, наконец, мог сказать с гордостью: «А я не работаю!». Заперевшись в своём доме в Пуэрто-Вальярта, он продолжил в одиночку работать над сложными вопросами схемотехники. Он периодически читал лекции (а точнее — давал представления) в США, где по-прежнему слыл первым среди разработчиков аналоговых схем, но категорически отказывался от предложений постоянной работы:

«Предупреждение: Боб Видлар, изобретатель 709, 101, 105 и 108, не работает на Teledyne. Боб Видлар вообще не работает.»
 — из объявления о семинаре Видлара, организованном Teledyne Semiconductor в 1973 году

## Возвращение в профессию
В ноябре 1974 года Спорк уговорил Видлара вернуться в National Semiconductor. По соглашению сторон, Видлар стал «независимым» консультантом компании, по-прежнему базируясь в Мексике. Вдали от лабораторий и компьютеров он сумел выполнить массу научно-прикладных работ, как в области схемотехники, так и в области физики полупроводников (решения уравнений непрерывности для высоковольтных силовых транзисторов и т. п.). Видлар часто ездил из Мексики в США и обратно. При пересечении границы пограничники спрашивали Видлара о месте его работы, и прямой ответ «А я не работаю!» поначалу создавал Видлару ненужные проблемы. Поэтому по совету Спорка он заказал себе комплект визиток «агента с большой дороги» фирмы «Генри Моргана и компании», вполне удовлетворивших стражей порядка.

В 1981 году Видлар, Добкин и Роберт Суонсон основали Linear Technology. Главным вкладом Видлара в новую компанию стали его нереализованные разработки, созданные в период «консультирования» National Semiconductor. Три года на Linear закончились разочарованием: Видлар был фактически изгнан из компании и потерял право на роялти за свои изобретения, запатентованные за время работы в Linear, но созданные ещё до создания Linear Technology. Добкин, под давлением Суонсона и акционеров, не смог или не захотел помочь ему. Видлар вернулся под крыло National Semiconductor и проработал её консультантом до конца своей жизни. В 1974—1991 годах Видлар разработал для National Semiconductor десятки новых проектов. В 1976 году компания выпустила LM10 — микромощный операционный усилитель и источник опорного напряжения, способный работать при напряжении питания от 1,1 до 40 В, — первый ОУ, полностью пригодный для работы от единственного гальванического элемента на 1,4 В. За ним последовал LM11 — прецизионный биполярный ОУ, рассчитанный на электрометрические измерения. В 1987 году Видлар запустил в производство первый в своём роде мощный (10 А, 80 Вт) операционный усилитель LM12.
В последние годы жизни, со слов знакомых Видлара, он остепенился, бросил пить и впервые в жизни завязал стабильные отношения с женщиной. Его ближний круг общения, который никогда не был широк, сузился до нескольких человек. Тэлберт погиб в автокатастрофе в 1989 году, а с Добкиным после ухода из Linear Technology Видлар ни разу не встретился.
27 февраля 1991 года тело Видлара было найдено в окрестностях Пуэрто-Вальярты. Десять лет спустя Дэвид Лиддл сказал, что «безвременная смерть [Видлара] — сама по себе целая история», но обстоятельства происшествия точно не известны. Автор некролога в The New York Times, ошибочно назвавший Видлара «проектировщиком компьютерных схем», утверждал, ссылаясь на неназванных «друзей Видлара», что тот скончался от сердечного приступа во время пробежки на пляже. Боб Пиз опровергал эту версию: «В действительности, он бегал в горах, и, судя по всему, приступ застал его, когда он спускался вниз по крутому склону. Он упал [под гору] и умер». Автор «Истории полупроводниковой промышленности» Бо Лоек писал, что Видлар умер, когда бежал вверх, в гору.
Комментаторы, лично знавшие Видлара — Пиз, Гиффорд, Бо Лоек и другие, — единодушны в том, что основной причиной ранней смерти стало безудержное пьянство в молодые годы. Вторая вероятная причина, по мнению Лоека — унаследованная от отца склонность к болезням сердца. Пиз предположил, что предынфарктное состояние могло быть следствием резкого отказа от алкоголя. Он отрицал предположения о том, что Видлар пил непосредственно перед смертью: «Я не доктор. Но он умер трезвым, что, должно быть, удивило многих его коллег». То же самое утверждал в 2002 году Гиффорд: «Он не спился и не опустился. Ни в коем случае. Он был в порядке, он был в здравом уме … смерть пришла, когда он жил достойно и трезво». Два года спустя именно Гиффорд поставил Видлару памятник в Саннивейле, у главного входа в здание Maxim Integrated Products (англ.).

## Публикации

### В изданияхИнститута инженеров электротехники и электроники
- Widlar, R. J. Some Circuit Design Techniques for Linear Integrated Circuits // IEEE Transactions on Circuit Theory. — 1965. — Vol. 12. — P. 586-590. — doi:10.1109/TCT.1965.1082512.
- Widlar, R. J. An exact expression for the thermal variation of the emitter base voltage of bi-polar transistors // Proceedings of the IEEE. — 1967. — Vol. 57. — P. 96-97. — doi:10.1109/PROC.1967.5396.
- Widlar, R. J. A new low-voltage breakdown diode // Solid-State Circuits Conference. Digest of Technical Papers. 1968 IEEE International. — 1968. — Vol. XI. — P. 66-67. — doi:10.1109/ISSCC.1968.1154617.
- Widlar, R. J. New approaches for the design of monolithic operational amplifiers // Solid-State Circuits Conference. Digest of Technical Papers. 1969 IEEE International. — 1969. — Vol. XII. — P. 10-11. — doi:10.1109/ISSCC.1969.1154735.
- Widlar, R. J. Super-gain transistors for IC's // IEEE Journal of Solid-State Circuits. — 1969. — Vol. 4. — P. 249-251. — doi:10.1109/JSSC.1969.1050006.
- Widlar, R. J. Designing with positive voltage regulators // EEE. — 1969. — Vol. 17. — P. 90–97.
- Widlar, R. J. Design techniques for monolithic operational amplifiers // IEEE Journal of Solid-State Circuits. — 1969. — Vol. 4. — P. 184-191. — doi:10.1109/JSSC.1969.1049994.
- Widlar, R. J. New developments in IC voltage regulators // IEEE Journal of Solid-State Circuits. — 1971. — Vol. 6. — P. 2-7. — doi:10.1109/JSSC.1971.1050151.
- Widlar, R. J. Low voltage techniques for micropower operational amplifiers // IEEE Journal of Solid-State Circuits. — 1978. — Vol. 13. — P. 838-846. — doi:10.1109/JSSC.1978.1052058.
- Widlar, R. J. DC error reduction in bipolar opamps // Solid-State Circuits Conference. Digest of Technical Papers. 1980 IEEE International. — 1980. — Vol. XXIII. — P. 204-205. — doi:10.1109/ISSCC.1980.1156040.
- Widlar, R. J. Controlling secondary breakdown of bipolar power transistors // Solid-State Circuits Conference. Digest of Technical Papers. 1981 IEEE International. — 1981. — Vol. XXIV. — P. 44-45. — doi:10.1109/ISSCC.1981.1156251.
- Widlar, R. J.; Yamatake, M. A 150W opamp // Solid-State Circuits Conference. Digest of Technical Papers. 1985 IEEE International. — 1985. — Vol. XXVIII. — P. 140-141. — doi:10.1109/ISSCC.1985.1156805.
- Widlar, R. J. Turn-off processes in high-voltage n-p-ν-n switches // IEEE Transactions on Electron Devices. — 1987. — Vol. 34. — P. 2013-2022. — doi:10.1109/T-ED.1987.23189.
- Widlar, R. J.; Yamatake, M. Dynamic safe-area protection for power transistors employs peak-temperature limiting // IEEE Journal of Solid-State Circuits. — 1987. — Vol. 22. — P. 77-84. — doi:10.1109/JSSC.1987.1052674.
- Widlar, R. J.; Yamatake, M. A monolithic power op amp // IEEE Journal of Solid-State Circuits. — 1988. — Vol. 23. — P. 527-535. — doi:10.1109/4.1018.
- Widlar, R. J.; Yamatake, M. A fast-settling op amp with low supply current // IEEE Journal of Solid-State Circuits. — 1989. — Vol. 24. — P. 796-802. — doi:10.1109/4.32042.
- Widlar, R. J. Controlling substrate currents in junction-isolated ICs // IEEE Journal of Solid-State Circuits. — 1991. — Vol. 26. — P. 1090-1097. — doi:10.1109/4.90061.

### В изданиях Fairchild Semiconductors и National Semiconductor
- Widlar, R. J. Monolithic operational amplifier // Fairchild Application Notes. — 1964. — Vol. APP-105-3.
- Widlar, R. J. The improved uA702 monolithic amplifier // Fairchild Application Notes. — 1965. — Vol. APP-111-3.
- Widlar, R. J. Monolithic Op Amp — The Universal Linear Component (недоступная ссылка — история) // National Semiconductor Application Notes. — 1968. — Vol. 4.
- Widlar, R. J. Fast Voltage Comparators with Low Input Current (недоступная ссылка — история) // National Semiconductor Linear Brief. — 1969. — Vol. 6.
- Widlar, R. J. The LM105 — An Improved Positive Regulator // National Semiconductor Application Notes. — 1969. — Vol. 23.
- Widlar, R. J. IC Op Amp Beats FETs on Input Current (недоступная ссылка — история) // National Semiconductor Application Notes. — 1969. — Vol. 29.
- Widlar, R. J. The LM110 — An Improved IC Voltage Follower (недоступная ссылка — история) // National Semiconductor Linear Brief. — 1970. — Vol. 11.
- Widlar, R. J. An IC Voltage Comparator for High Impedance Circuitry (недоступная ссылка — история) // National Semiconductor Linear Brief. — 1970. — Vol. 12.
- Widlar, R. J. Precision IC Comparator Runs from +5V Logic Supply (недоступная ссылка — история) // National Semiconductor Application Notes. — 1970. — Vol. 41.
- Widlar, R. J. IC Provides On-Card Regulation for Logic Circuits (недоступная ссылка — история) // National Semiconductor Application Notes. — 1971. — Vol. 42.
- Widlar, R. J. High Stability Regulators (недоступная ссылка — история) // National Semiconductor Linear Brief. — 1971. — Vol. 15.
- Widlar, R. J.; Dobkin, R.; Yamatake, M. New Op Amp Ideas (недоступная ссылка — история) // National Semiconductor Application Notes. — 1978. — Vol. 211.
- Widlar, R. J. Low Voltage Techniques (недоступная ссылка — история) // National Semiconductor Technical Papers. — 1978. — Vol. 14.
- Widlar, R. J. Working with High Impedance Op Amps (недоступная ссылка — история) // National Semiconductor Application Notes. — 1980. — Vol. 241.
- Widlar, R. J.; Pease, B.; Yamatake, M. Applying a New Precision Op Amp (недоступная ссылка — история) // National Semiconductor Application Notes. — 1980. — Vol. 242.
- Widlar, R. J. Unique IC Buffer Enhances Op Amp Designs, Tames Fast Amplifiers // Linear Technology Application Notes. — 1985. — Vol. 16.

### Патенты
- Патент США 3364434 (заявка 1965 года, выдан в 1968) Biasing scheme especially suited for integrated circuits Архивная копия от 29 июня 2016 на Wayback Machine (источник тока Видлара)
- Патент США 3566218 (заявка 1968 года, выдан в 1971) Multiple base width integrated circuit Архивная копия от 17 июня 2016 на Wayback Machine (технология формирования базовых слоёв разной толщины на одном кристалле)
- Патент США 3571630 (заявка 1968 года, выдан в 1971) Two-terminal monolithic voltage regulator and reach-through transistor Архивная копия от 17 июня 2016 на Wayback Machine (двухвыводной интегральный аналог стабилитрона на обратно-включенном pnp-транзисторе)
- Патент США 3579059 (заявка 1968 года, выдан в 1971) Multiple collector lateral transistor Архивная копия от 3 июня 2016 на Wayback Machine (многоколлекторный боковой транзистор)
- Патент США 3617859 (заявка 1970 года, выдан в 1971) Electrical regulator apparatus including a zero temperature coefficient voltage reference Архивная копия от 14 сентября 2014 на Wayback Machine (трёхвыводной стабилизатор напряжения LM117, совместно с Бобом Добкином)
- Патент США 4249122 (заявка 1978 года, выдан в 1981) Temperature compensated bandgap IC voltage references Архивная копия от 14 сентября 2014 на Wayback Machine (температурно-компенсированный интегральный источник опорного напряжения типа бандгап)
- Патент США 4228404 (заявка 1979 года, выдан в 1980) Low voltage compound inverter buffer circuit Архивная копия от 29 мая 2016 на Wayback Machine (низковольтный интегральный буферный усилитель-инвертор)
- Патент США 4441116 (заявка 1981 года, выдан в 1984) Controlling secondary breakdown in bipolar power transistors Архивная копия от 2 июня 2016 на Wayback Machine (метод управления напряжением пробоя биполярного транзистора)
- Патент США 4573021 (заявка 1984 года, выдан в 1986) Circuit output stage arrangement Архивная копия от 29 июня 2016 на Wayback Machine (выходной каскад Видлара)
- Патент США 4587494 (заявка 1985 года, выдан в 1986) Quasi-complementary class B IC output stage Архивная копия от 29 июня 2016 на Wayback Machine (квазикомплементарный выходной каскад класса B)
- Патент США 4669026 (заявка 1985 года, выдан в 1987) Power transistor thermal shutdown circuit Архивная копия от 18 июня 2016 на Wayback Machine (схема защиты выходного транзистора с использованием вспомогательного эмиттера)
- Патент США 4656496 (заявка 1985 года, выдан в 1987) Power transistor emitter ballasting Архивная копия от 3 июня 2016 на Wayback Machine (мощный планарный составной транзистор с тонкоплёночными балластными резисторами)
- Патент США 4797629 (заявка 1988 года, выдан в 1989) Wide range operational amplifier input stage Архивная копия от 29 июня 2016 на Wayback Machine (входной каскад операционного усилителя с повышенным диапазоном входных дифференциальных напряжений)

### Вторичные
- Шило, В. Л. Линейные интегральные схемы в радиоэлектронной аппаратуре. — М.: Советское радио, 1974. — 312 с.
- Augarten, S. State of the art: a photographic history of the integrated circuit. — Ticknor & Fields / Smithsonian Institution, 1983. — 79 p. — ISBN 0899191959.
- Fonderie, J.; Huising, J. Design of Low-Voltage Bipolar Operational Amplifiers. — Springer, 1993. — Vol. 218. — 193 p. — (Kluwer international series in engineering and computer science: Analog circuits and signal processing. Communications and Information Theory). — ISBN 9780792393177.
- Harrison, L. Current Sources & Voltage References. — Newnes, 2005. — 569 p. — (Electronics & Electrical). — ISBN 9780750677523.
- Gilbert, B. It Starts with Tomorrow // The Art and Science of Analog Circuit Design / Williams, J.. — Newnes, 1998. — P. 279-326. — 398 p. — (Edn Series for Design Engineers). — ISBN 9780750670623.
- Gilbert, B. Monolithic voltage and current references: theme and variations // Analog Circuit Design: Low-Noise, Low-Power, Low-Voltage; Mixed-Mode Design with CAD Tools; Voltage, Current and Time References / Huising, J. et al.. — Springer, 1995. — P. 269-352. — 432 p. — ISBN 9780792396598.
- Jung, W. Op Amp Applications Handbook. — Analog Design / Newnes / Elsevier, 2006. — 896 p. — (Electronics & Electrical). — ISBN 9780750678445.
- , G. Thoughts on Becoming and Being an Analog Design Engineer // The Art and Science of Analog Circuit Design / Williams, J.. — Newnes, 1998. — P. 42-60. — 398 p. — (Edn Series for Design Engineers). — ISBN 9780750670623.
- Lécuyer, C. Making Silicon Valley: Innovation and the Growth of High Tech, 1930-1970. — MIT Press, 2005. — 405 p. — (Inside Technology). — ISBN 9780262122818.
- Lee, T. H. Tales of the Continuum: A Subsampled History of Analog Circuits // IEEE SCCS News. — 2007. — № Fall 2007. — P. 38-51. — ISSN 1943-0582.
- Lojek, B. History of semiconductor engineering. — Springer, 2007. — 387 p. — ISBN 9783540342571.
- Nelson, C. The Art and Science of Linear IC Design // The Art and Science of Analog Circuit Design / Williams, J.. — Newnes, 1998. — P. 327-380. — 398 p. — (Edn Series for Design Engineers). — ISBN 9780750670623.
- Pease, B. Analog Circuits / Baker, B.. — 2008. — 436 p. — ISBN 9780750686273.

### Первичные
- Malone, J. In the beginning... there was Widlar! Computer History Museum (2007). Дата обращения: 1 октября 2012. Архивировано 5 ноября 2012 года.
- Kvamme, F. and Hollar, J. Oral History of Floyd Kvamme. Recorded: October 18, 2011. Mountain View, California (англ.). Computer History Museum (2011). Дата обращения: 1 октября 2012. Архивировано 5 ноября 2012 года.
- Pease, B. What’s All This Widlar Stuff, Anyhow? Electronic Design News (2012). Дата обращения: 1 октября 2012. Архивировано 5 ноября 2012 года. Впервые опубликовано в 1991.
- Rako, Paul. Bob Widlar cherry-bombs the intercom speaker (англ.). Electronic Design News (2007). Дата обращения: 1 октября 2012. Архивировано 5 ноября 2012 года.
- Walker, R., Dobkin, B. and Williams, J. Interview with Bob Dobkin and Jim Williams (англ.). Stanford University. Silicon Genesis project (2006). Дата обращения: 1 октября 2012. Архивировано 5 ноября 2012 года.
- Walker, R., Gifford, J. Interview with Jack Gifford (англ.). Stanford University. Silicon Genesis project (2002). Дата обращения: 1 октября 2012. Архивировано 5 ноября 2012 года.
- Walker, R., Sporck, C. Interview with Charlie Sporck (англ.) (недоступная ссылка — история). Stanford University. Silicon Genesis project (2002). Дата обращения: 1 октября 2012.
- Walker, R., Valentine, D. Interview with Don Valentine (англ.). Stanford University. Silicon Genesis project (2004). Дата обращения: 1 октября 2012. Архивировано 5 ноября 2012 года.